# Суспільне Дніпро
«Суспільне Дніпро» (Філія АТ «НСТУ» «Дніпро́вська регіона́льна дире́кція») — українська регіональна суспільна телерадіокомпанія, філія Національної суспільної телерадіокомпанії України, до якої входять однойменний телеканал, радіоканал «Українське радіо Дніпро» та діджитал-платформи, які мовлять на території Дніпропетровської області.

## Історія
З 1958 до 2015 року компанія називалась Дніпропетровською обласною державною телерадіокомпанією.
31 травня 2016 року Дніпропетровська ОДТРК припинила реєстрацію як юридична особа в статусі ОДТРК, внаслідок чого її реорганізовано у Дніпровську регіональну дирекцію Національної телекомпанії України (НТКУ). 19 січня 2017 року на базі НТКУ створено Національну суспільну телерадіокомпанію України — український суспільний мовник.
24 червня 2019 року дирекція отримала новий логотип та змінила назву на «UA: Дніпро».
23 травня 2022 року в зв'язку з оновленням дизайн-системи брендів НСТУ телерадіокомпанія змінила назву на «Суспільне Дніпро».
З 20 листопада по 18 грудня 2022 року телеканал філії транслював Чемпіонат світу з футболу 2022.

## Телебачення
«Суспільне Дніпро» — український регіональний суспільний телеканал, який мовить на території Дніпропетровської області.
Канал декілька разів змінював назву. Раніше мовив з логотипами «Дніпропетровський державний» (2013—2015), «51 канал» (2015—2019) та «UA: Дніпро» (2019—2022).

### Наповнення етеру
Етерне наповнення мовника — інформаційні, соціально-публіцистичні та культурно-мистецькі програми виробництва творчих об'єднань НСТУ та «Суспільне Дніпро».

#### Програми
- «Суспільне. Студія»
- «Суспільне Новини»
- «Суспільне Спорт»
- «Тиждень. Дніпро»

#### Архівні програми
- «Суспільне. Спротив»
- «Виборчий округ. Місцеві»
- «Сильні»
- «Я вдома»
- «Небезпечна зона»
- «Виборчий округ»
- «Ранок на Суспільному»
- «#Звіти_наживо»
- «Сьогодні. Головне»
- «Новини»

### Мовлення
Передача цифрового мовлення телеканалу відбувається в мультиплексі MX-5 (DVB-T2) у форматі 1080i 16:9 (HDTV). Трансляція мовника також доступна на сайті «Суспільне Дніпро» в розділі «Онлайн».

## Радіо
У Дніпропетровській області НСТУ мовить на радіоканалі «Українське радіо Дніпро».

### Наповнення етеру

#### Програми
- Тема Дня
- Рідне Придніпров'я
- Перлини Мудрості
- Новини
- Музична Прем'єра

### Мовлення
- Дніпро — 87,5 МГц
- Кривий Ріг — 90 МГц
- Нікополь — 106 МГц[6]
- Орли — 99,2 МГц
- Павлоград — 104,2 МГц

Крім того, «Українське радіо Дніпро» доступне до прослуховування на сайті «Суспільне Дніпро» та в мобільному застосунку suspilne.radio.

## Діджитал
У діджиталі телерадіокомпанія «Суспільне Дніпро» представлена вебсайтом та сторінками у Facebook, Instagram, YouTube та Telegram. Крім того, на сайті «Суспільне Новини» є розділ про новини Дніпропетровщини.

## Логотипи
Телерадіокомпанія змінила 4 логотипи. Нинішній — 5-й за рахунком.
| Логотип | Опис                                            |
| ------- | ----------------------------------------------- |
|         | Логотип з 2013 до 2015 року                     |
|         | Логотип з 2015 року до 14 серпня 2019 року      |
|         | Логотип з 15 серпня 2019 до 22 травня 2022 року |
|         | Логотип з 23 травня 2022 року дотепер           |

### Хронологія назв
| Дата        | Назва                         |
| ----------- | ----------------------------- |
| 2000-і—2015 | «Дніпропетровський державний» |
| 2015—2019   | «51 канал»                    |
| 2019—2022   | «UA: Дніпро»                  |
| з 2022      | «Суспільне Дніпро»            |